# クラスノザヴォツク

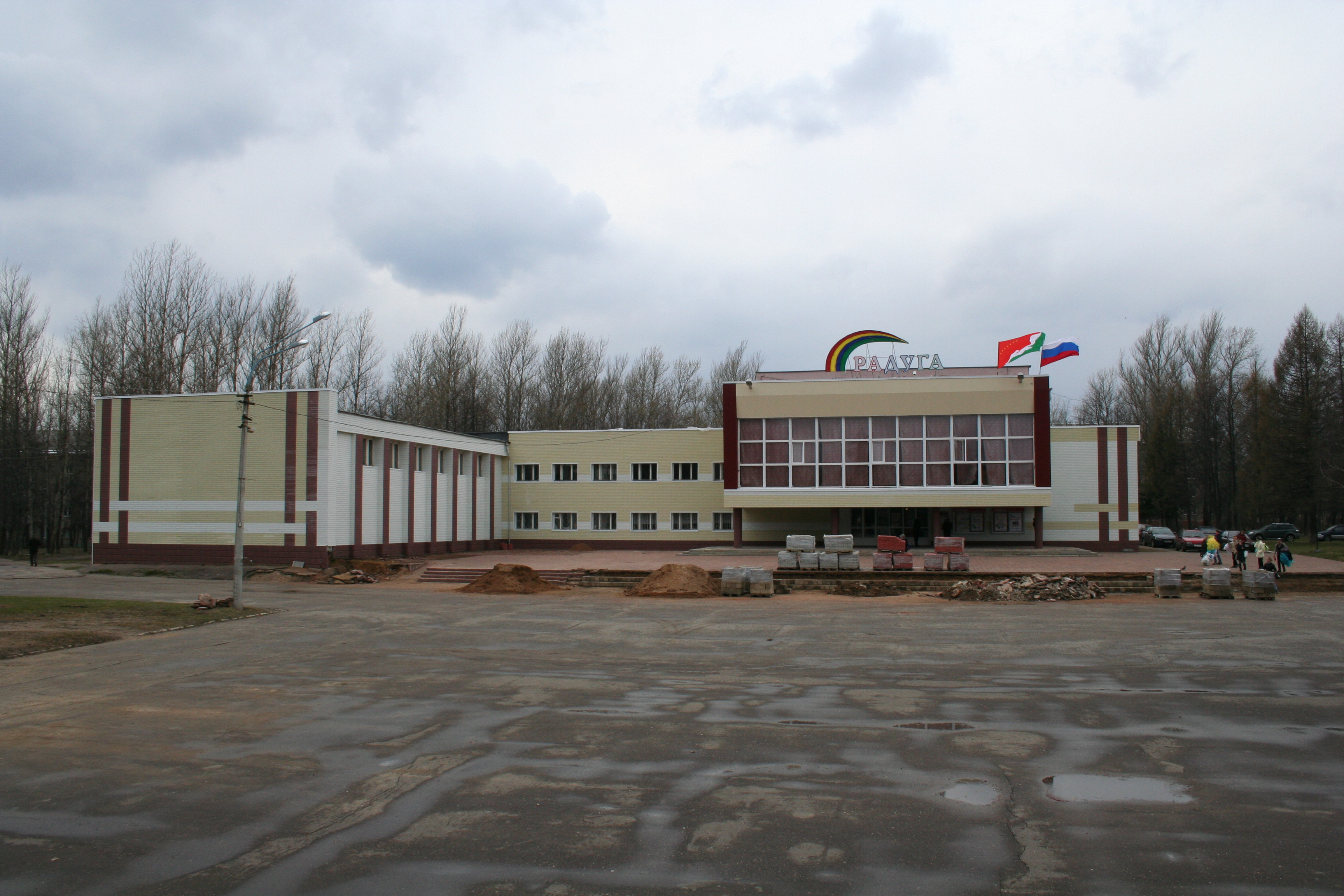

クラスノザヴォツク（Krasnozavodsk）は、ロシアのモスクワ州にある町。人口は1万4639人（2021年） 。モスクワから88km北東に位置する。セルギエフ・ポサードの15km北である。ドゥブナ川の支流であるKunya川沿いにある。
クラスノザヴォツクは1915年に機械工場の保守を目的として建設された。はじめその集落には名がついていなかったが、1917年からはVozrozhdeniye、Zagorsky、Krasnozavodskyなどと呼ばれるようになった。1940年にはこの集落は町に昇格し、クラスノザヴォツクという名になった。1999年には、クラスノザヴォツクの一部とNovostroykaの町がPeresvetの町に編入された。
クラスノザヴォツクから北に7km離れたBogorodskoyeは、柔らかい木の彫刻やおもちゃなどといった伝統工芸で知られている。